# 強穆勒佳清真寺
強穆勒佳清真寺（土耳其語：Çamlıca Camii）是一座位於伊斯坦堡的清真寺，同時也是土耳其最大的清真寺。該清真寺可容纳63,000人，其中包括博物館、美術館、圖書館、會議廳和可容纳3500輛車的地下停車場。
強穆勒佳清真寺是由兩位女性建築師：Bahar Mızrak和Hayriye Gül Totu設計，耗資約1.5億土耳其里拉（約6,650萬美元）。 四座清真寺宣禮塔的長度跨度為107.1公尺，此長度指涉塞爾柱土耳其和拜占庭帝國之間曼齊克爾特戰役（1071年）。
這座清真寺是土耳其政府建造的眾多大型工程之一，意旨在於展示經濟實力，並為執政黨正義發展黨提供政治遺產。土耳其總統艾爾段在就職大典上說：「當一匹馬死亡时，它會卸下馬鞍；而當一個人死亡時，他會留下他的作品。我們將會為此而被銘記。” 土耳其專家Ziya Meral告诉《泰晤士報》，「這與文化外交以及對土耳其在世界角色上的願景有關。」
強穆勒佳清真寺在2019年5月4日由土耳其總統艾爾段揭幕。數位領導人列席竣工儀式，其中包括塞内加尔总统麦基·萨尔、幾內亞總統阿尔法·孔德、阿爾巴尼亞總統梅塔、巴勒斯坦总理穆罕默德·沙泰耶和其他外國政要。

## 畫廊

強穆勒佳清真寺正門庭院
強穆勒佳清真寺西側
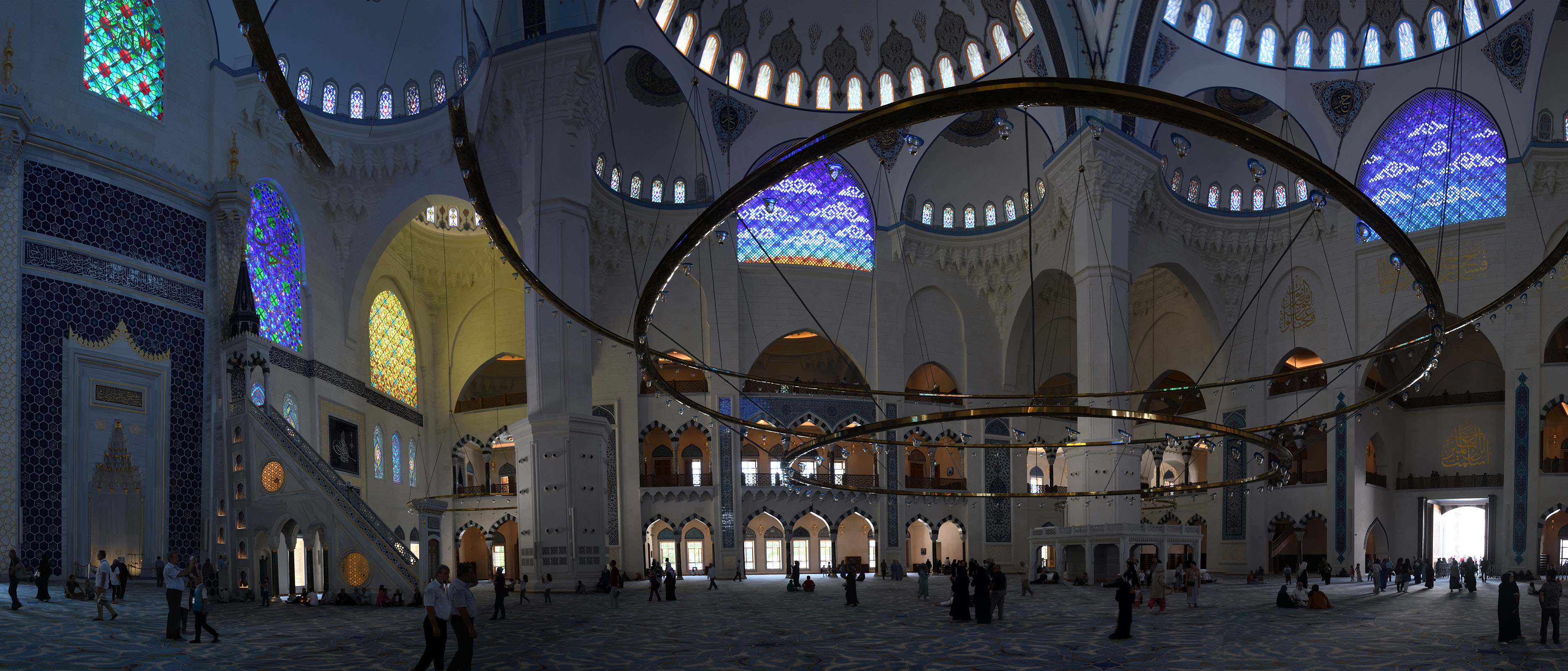
強穆勒佳清真寺全景
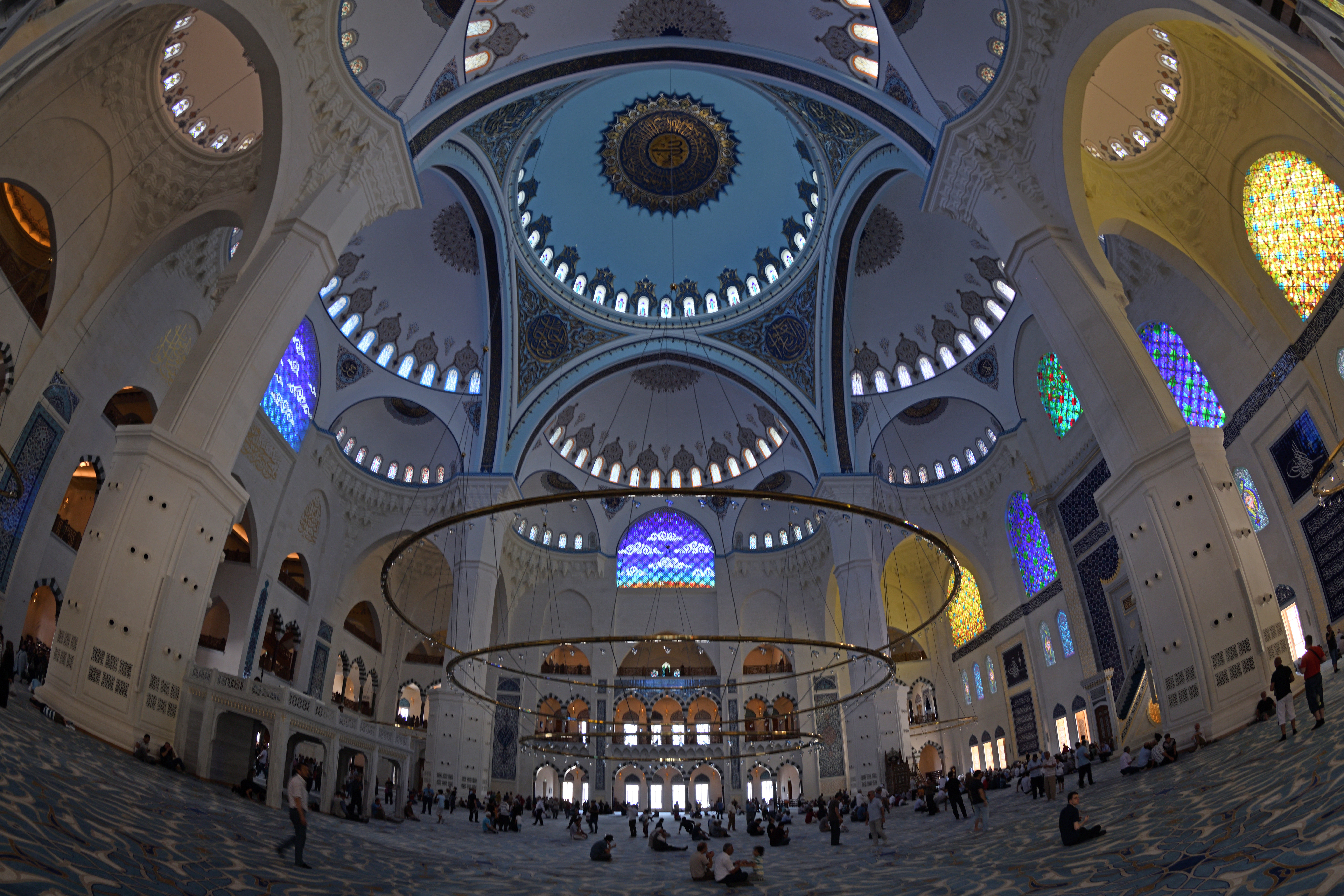
強穆勒佳清真寺全景
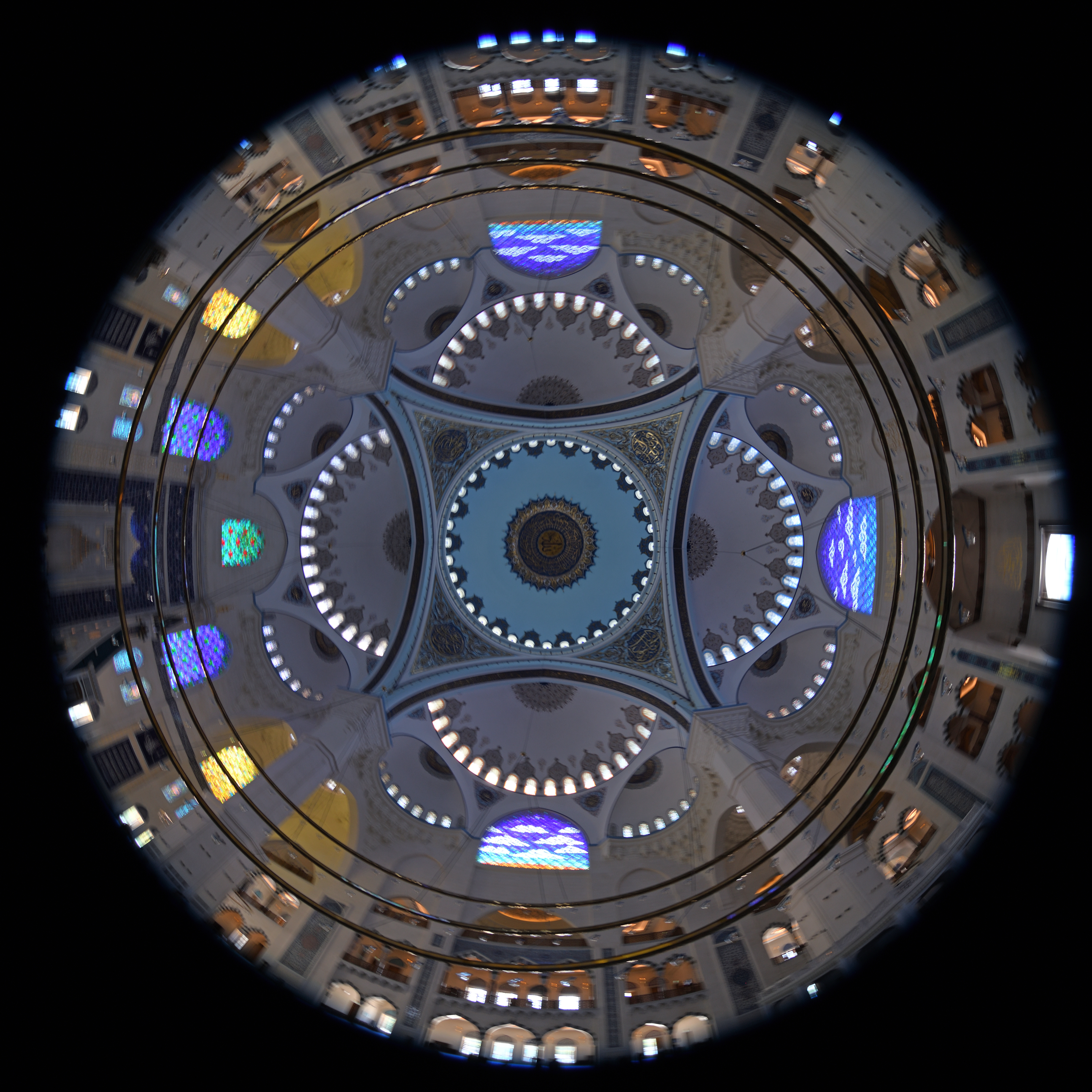
強穆勒佳清真寺内部，中心主圓頂
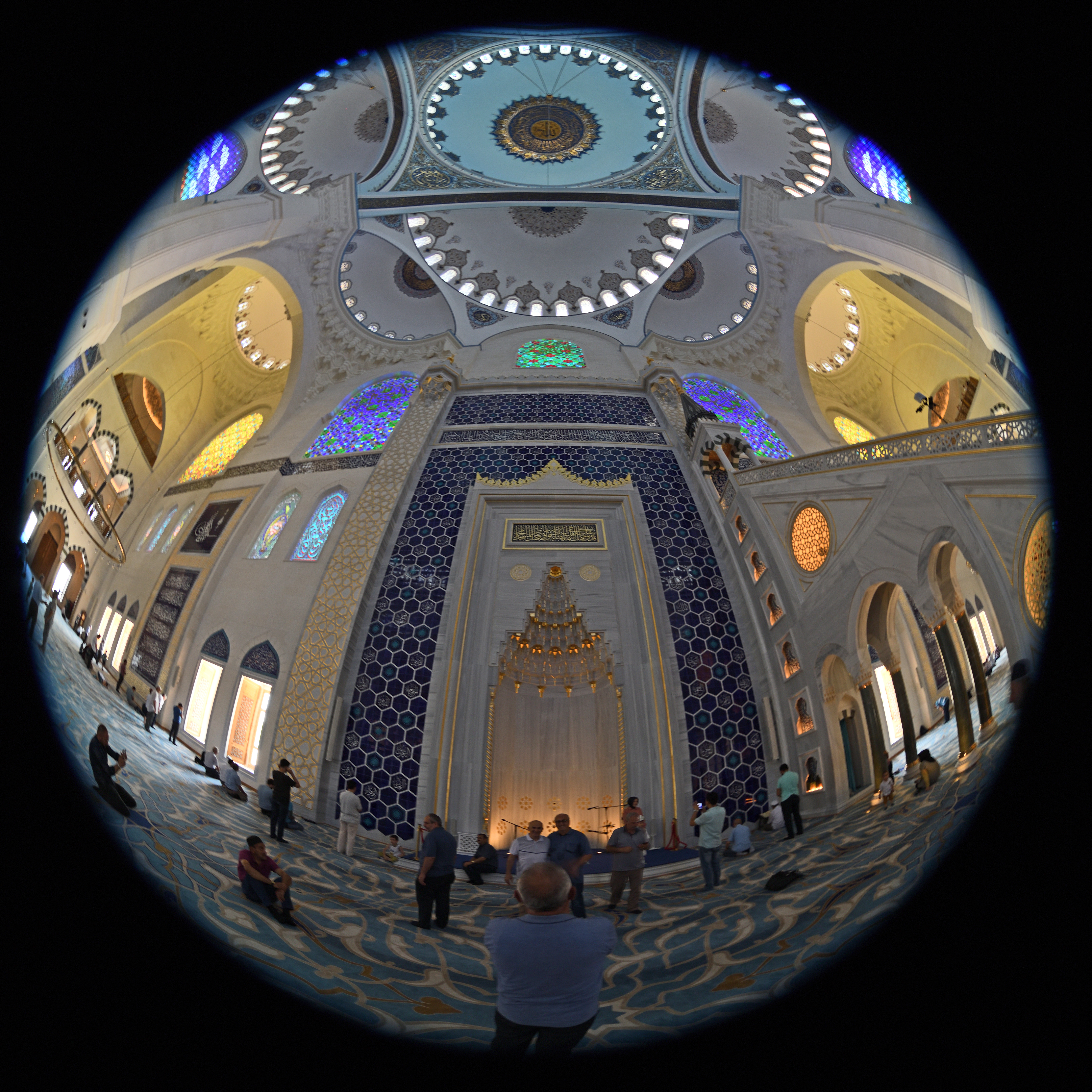
強穆勒佳清真寺米哈拉布
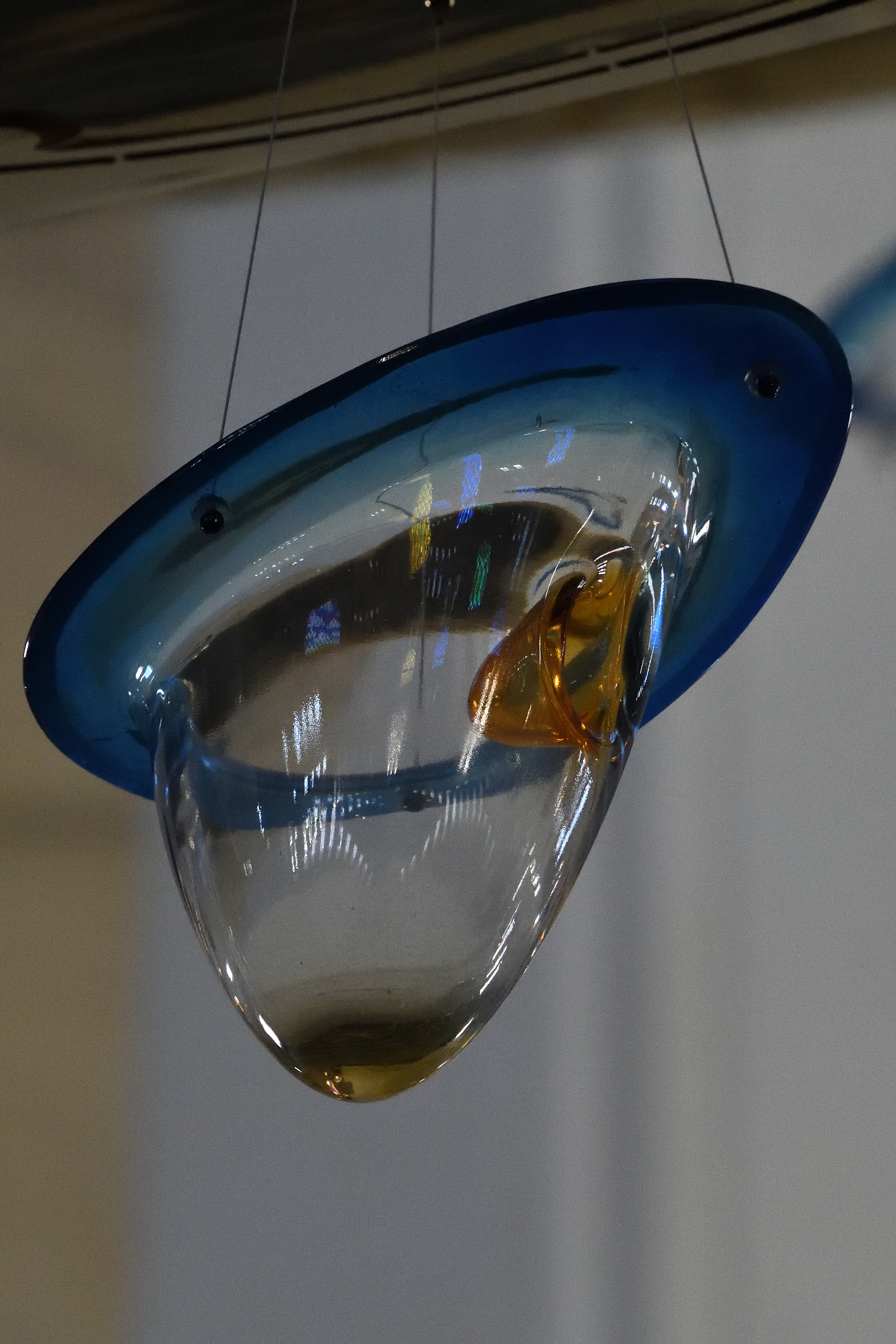
強穆勒佳清真寺燈
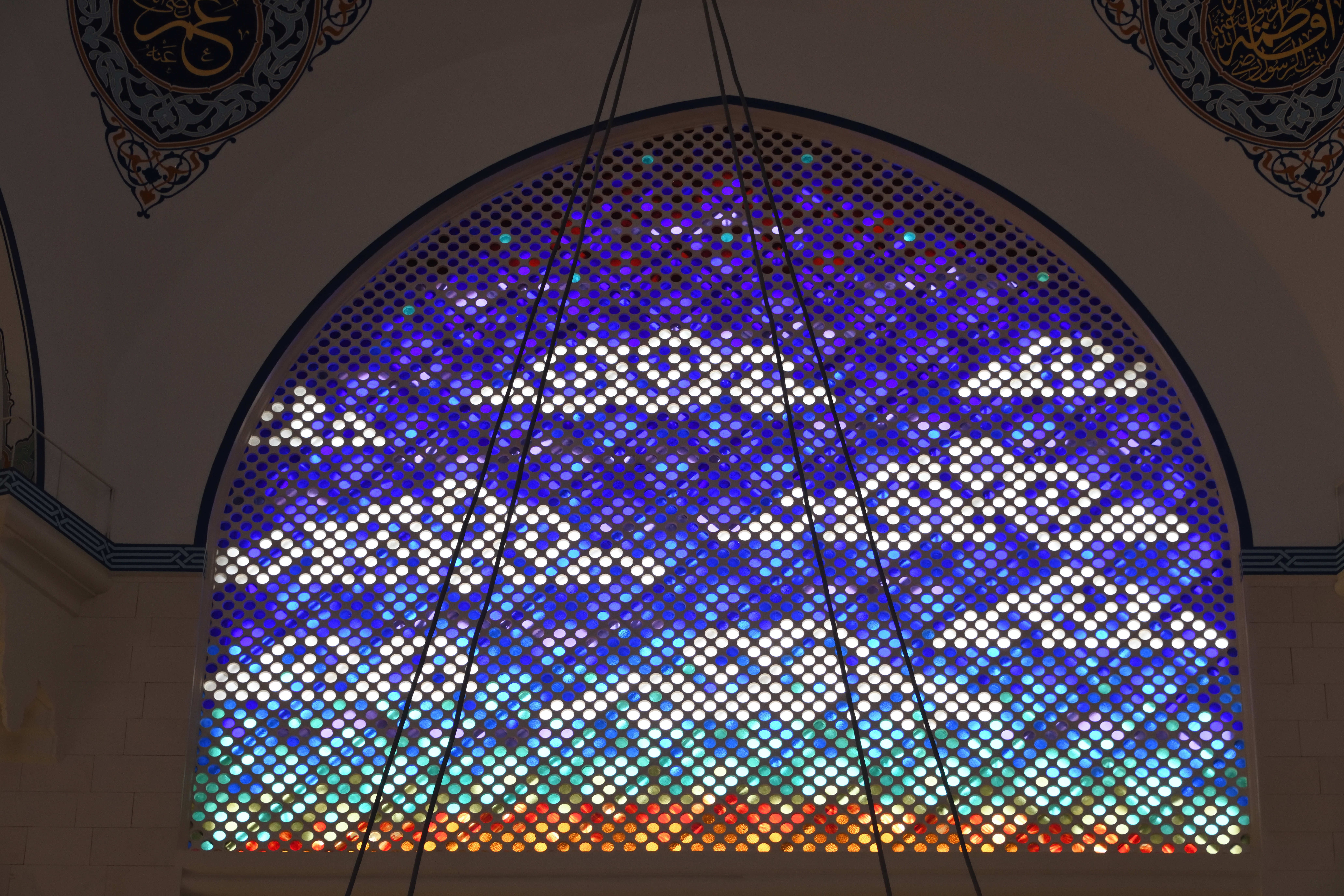
強穆勒佳清真寺窗戶
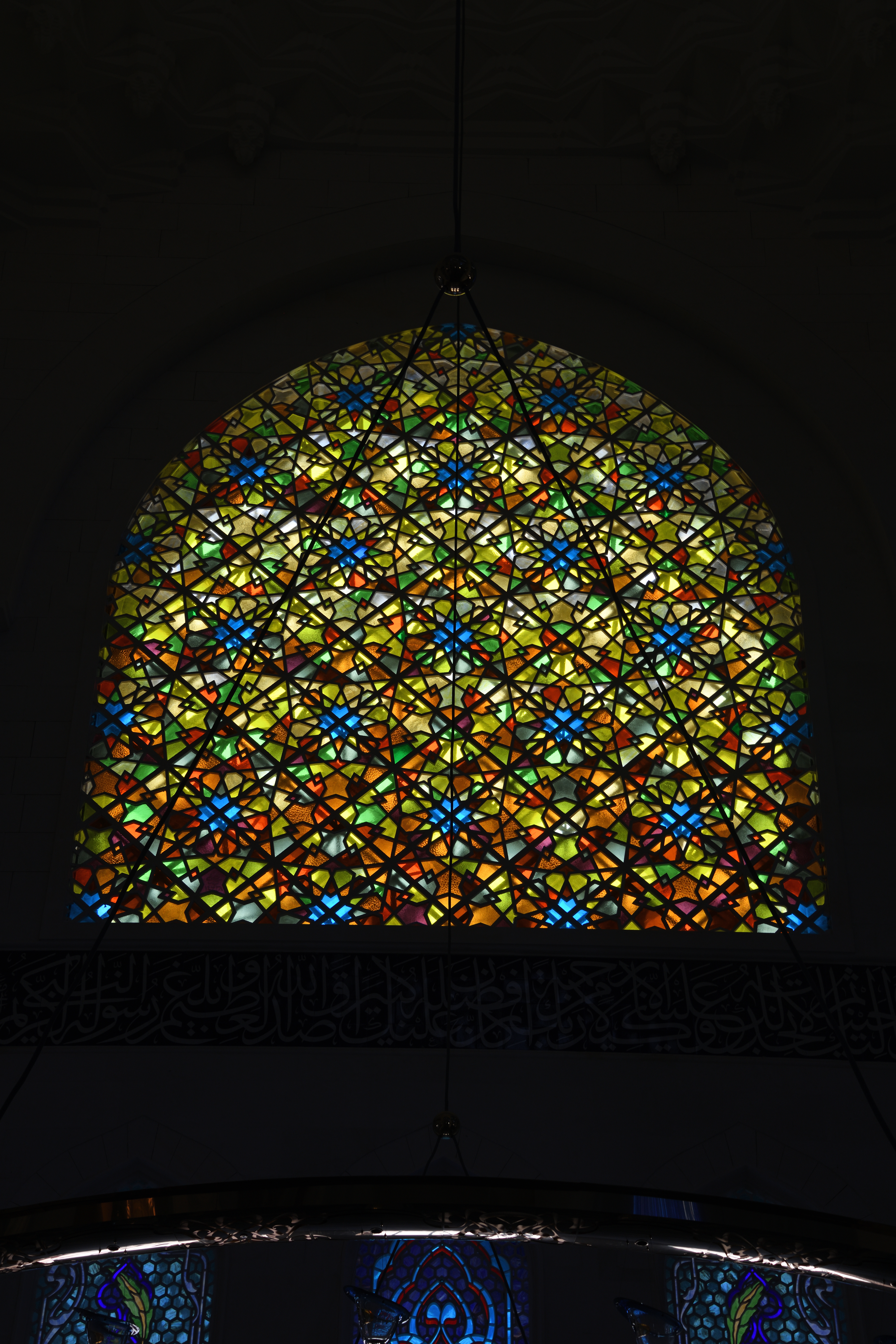
強穆勒佳清真寺窗戶
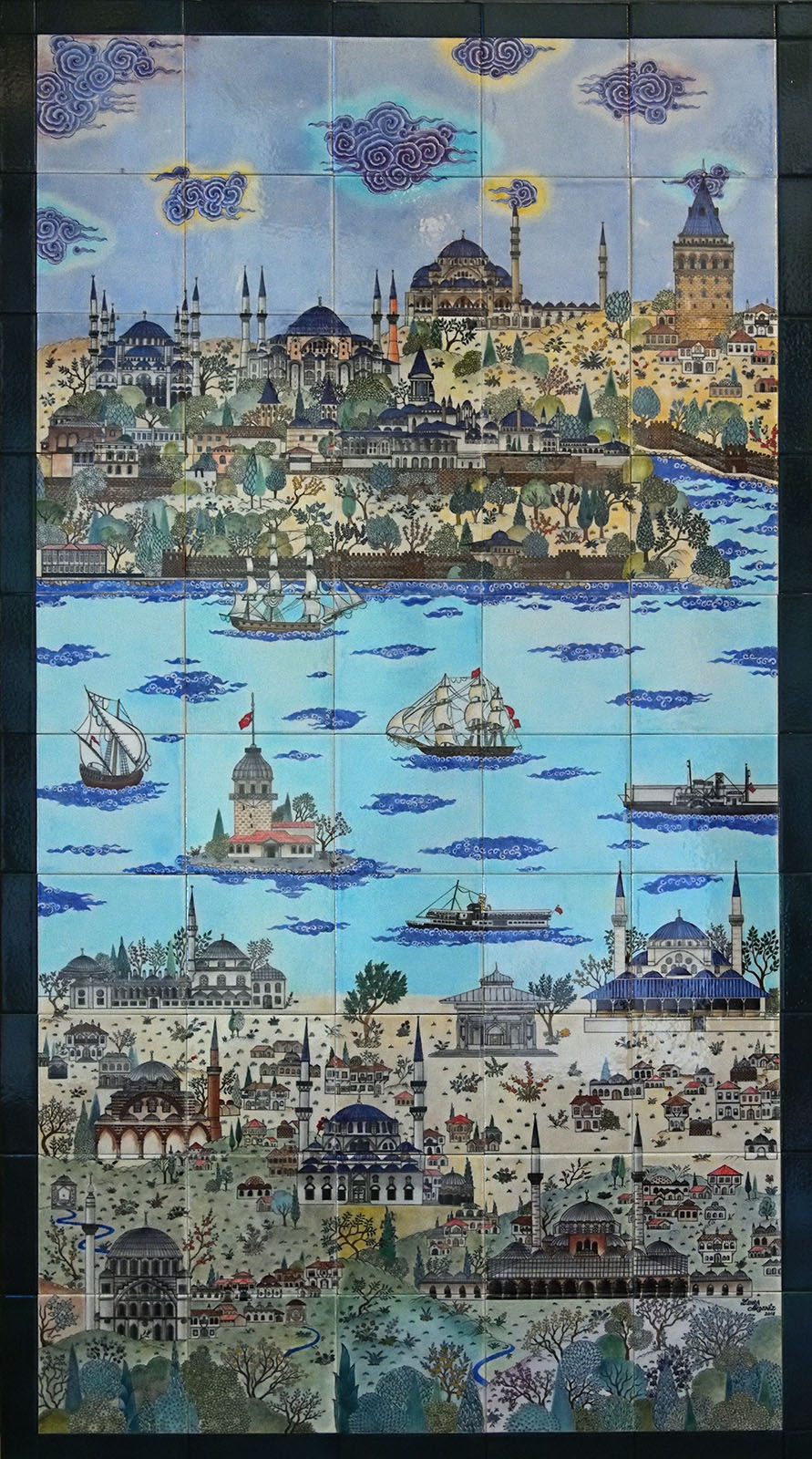
強穆勒佳清真寺磁磚牆面
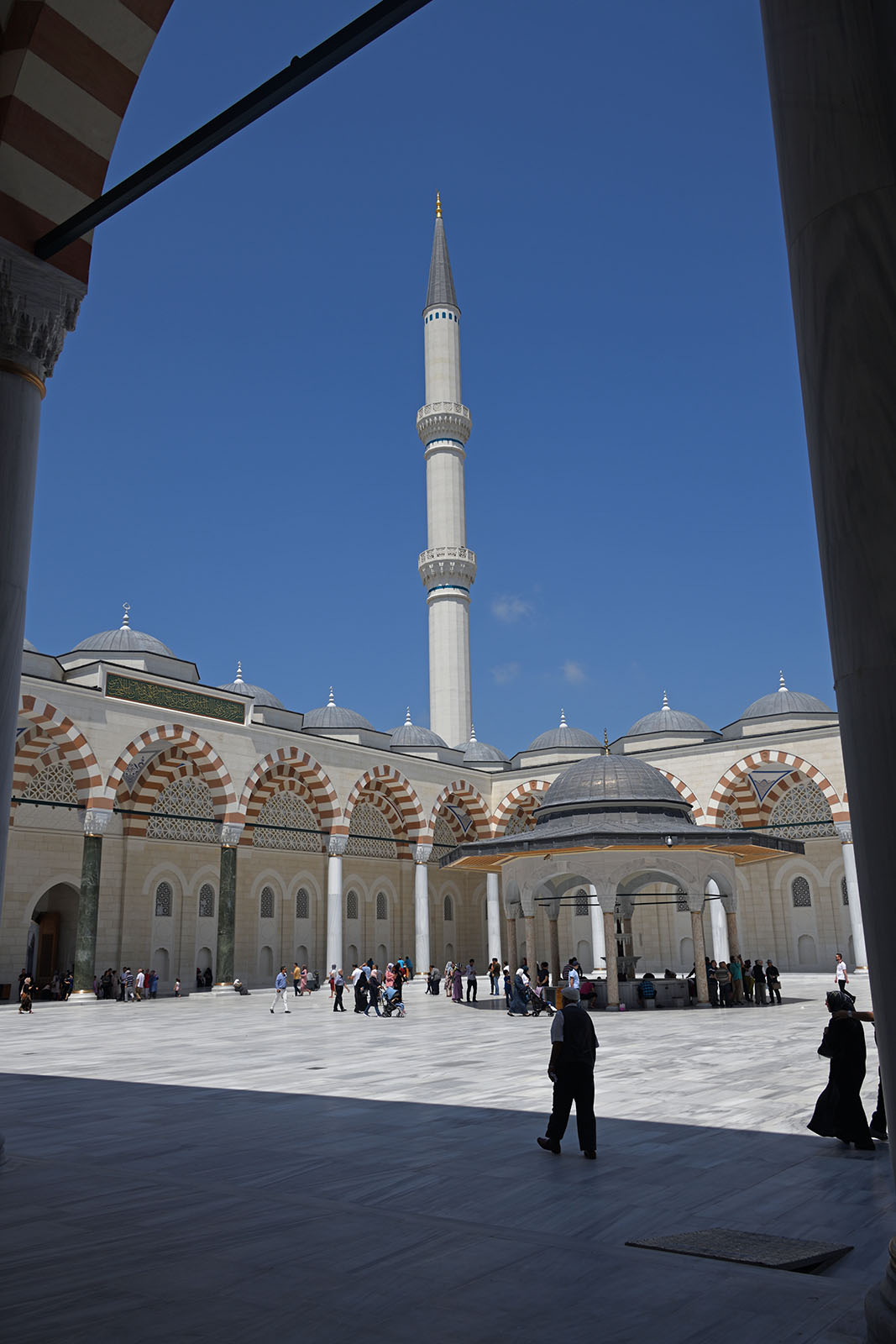
強穆勒佳清真寺庭院
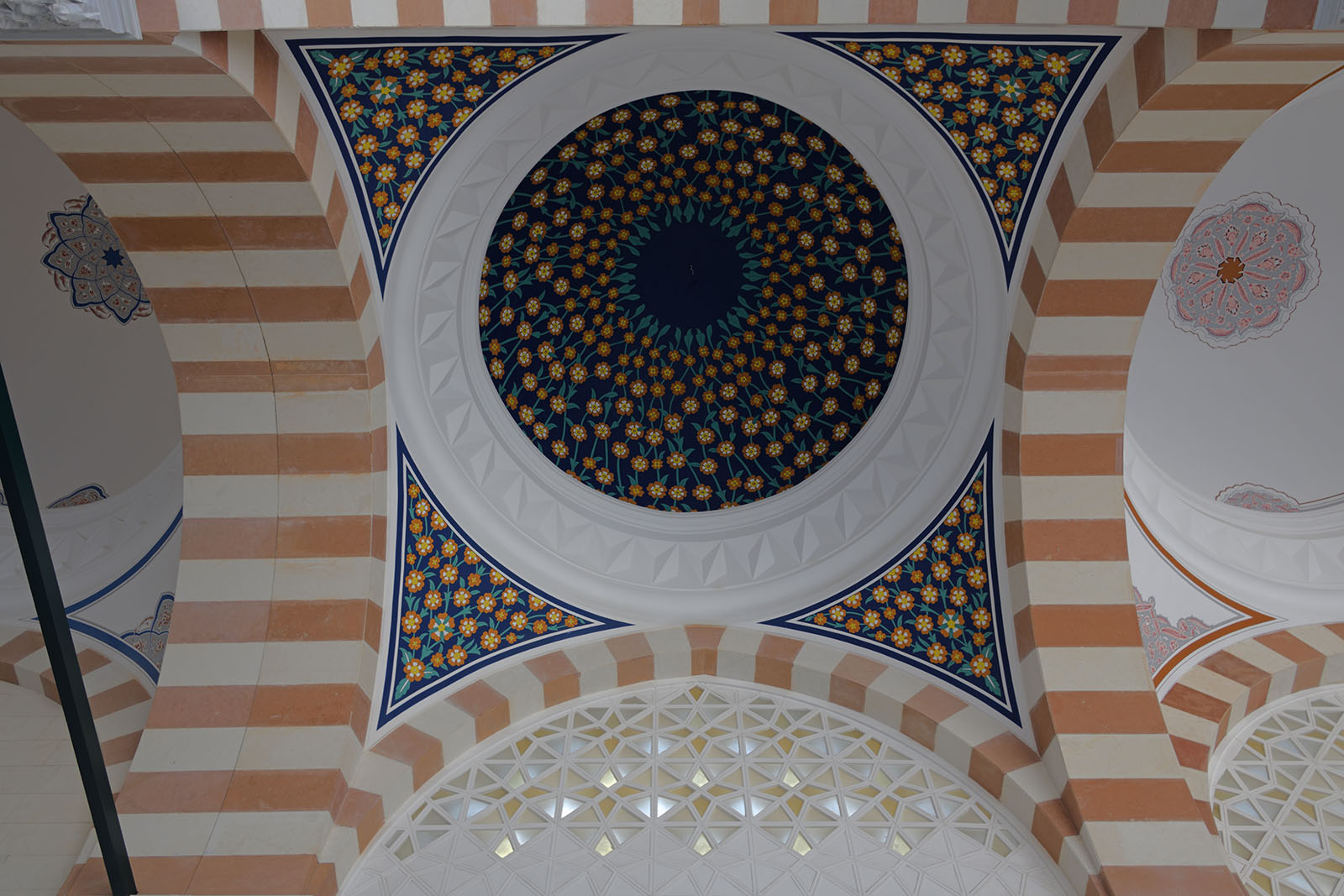
強穆勒佳清真寺庭院裝飾
強穆勒佳清真寺北側平台景緻

## 另請參閱
- 土耳其伊斯蘭教
- 強穆勒佳之丘
- 鄂圖曼帝國建築
- 苏丹艾哈迈德清真寺
- 圣索菲亚大教堂